# Schoenotenes aurispersa
Schoenotenes aurispersa is een vlinder uit de familie van de bladrollers (Tortricidae). De wetenschappelijke naam van de soort is voor het eerst geldig gepubliceerd in 1954 door Alexey Diakonoff

## Type
- holotype: "female"
- instituut: RMNH, Leiden, Nederland
- typelocatie: "New Guinea, Lake Habbema"